# Kraig Noel-McLeod
Kraig Noel-McLeod (Londra, 11 dicembre 1999) è un calciatore inglese naturalizzato grenadino, difensore del Welwyn G. City.

## Carriera

### Club
Ha giocato nelle giovanili di Norwich City e QPR e in vari club delle serie minori inglesi, oltre che nella terza divisione belga con il La Louvière Centre.

### Nazionale
Nel 2018 ha giocato 4 partite con la nazionale Under-20 di Grenada.
Ha giocato in nazionale con Grenada, con cui ha esordito nel 2019 e con cui nel 2021 ha giocato nella CONCACAF Gold Cup.